# Ølsemagle
Ølsemagle er en landsby på Østsjælland med 418 indbyggere  (2024),beliggende i Ølsemagle Sogn i Køge Kommune, Region Sjælland. Centralt i bebyggelsen ligger Ølsemagle Kirke. Tæt ved landsbyen ligger også gårdene Bramhøjgård og Dysagergård. I Ølsemagle Strand, øst for landsbyen, ligger Kirstinedalsskolen, tidligere Ølsemagle Skole, og en sportshal, Køge Nord Sport Center, tidligere Rishøjhallen.
Mellem Ølsemagle og Ølsemagle Strand mod øst ligger en række parcelhuskvarterer.
Ud for kysten ved Ølsemagle Strand ligger barriereøerne Ølsemagle Revle og Staunings Ø. Revlerne udgør samlet et vildtreservat, som er udlagt som rekreativt område. Nord for dæmningen, der fører til revlen, ligger Onde Aftens Bro, navnet er et minde om at kong Christian d. 4.´s karet væltede en aften under passage af åløbet.
Nord mod Lille Skensved findes Ølsemagle Mølle, opført 1887.
Køge Nord Station ligger ca. 500 meter øst for Ølsemagle.

## Fra Ølsemagles historie
Fra Højelse var Hellig Margrethe, som var gift med en vis Herlog; men han dræbte hende i 1179 og hængte hende fra en bjælke, for at det kunne se ud, som om hun havde taget sig selv af dage. Som selvmorderske blev hun begravet i uindviet jord på Ølsemagle Strand; men folk mente at se lys over hendes grav, og Absalon, der var hendes slægtning og bisp i Roskilde, fik Herlog til at gå til bekendelse og lod derefter liget føre til Roskilde til begravelse i Gammel Vor Frue Kirke.
I 1401 omtales en væbner Ove Steg af Ølsemagle gift med Kristine. 
I 1732 brændte Ølsemagle præstegård, og i 1734 blev Ølsemagle og Lellinge præstegårds grund i Ølsemagle af præsten i Køge solgt til Christian 6.s dronning Sophie Magdalene, der på det tidspunkt ejede Vallø gods, hvorunder også kirken hørte. Dette gods havde desuden flere fæstegårde i Ølsemagle. 
Ølsemagle blev udskiftet i 1798, og der var da 29 gårde og 8-10 huse samt en skole.
En stormflod ramte området i 1872 og på den sydlige side af Ølsemaglevej overfor Søndervangen er en mindesten med indskriften: "Minde om stormflod den 13. nov. 1872". Vandet gik næsten op til det sted hvor Rishøjhallen ligger i dag hvor den omringede 25 gårde og huse, og landevejen til København var ligeledes oversvømmet. Togene på den nye jernbane til Køge måtte indstilles og kom først i gang igen efter syv dages pause.
Ved Ølsemagle Kirke findes en mindesten med indskriften "5. maj 1945" rejst i 1955 til minde om befrielsen efter Besættelsen.
Digteren Hans Schjermann (1728-1796) blev født i Ølsemagle.